# Lexicografía

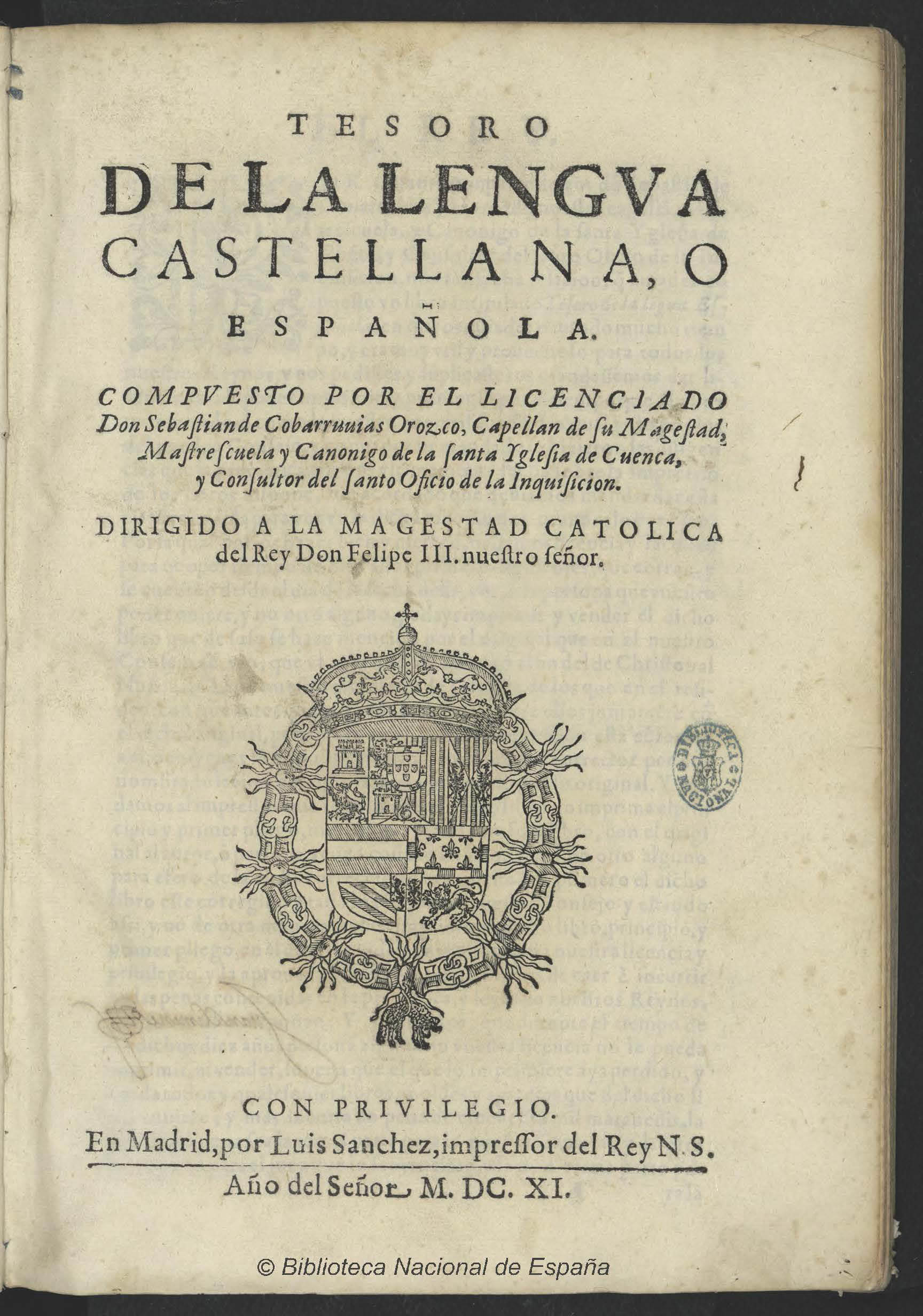
Portada de la edición príncipe del Tesoro de la lengua castellana o española (1611), de Sebastián de Covarrubias

La lexicografía es la ciencia aplicada del lenguaje que se ocupa de la elaboración y el análisis crítico de diccionarios.  Para ello, no solo se sustenta en los principios teóricos y metodológicos de la lingüística, sino que cuenta con los suyos propios. Al igual que la lexicología, posee una dimensión teórica y una práctica.

## Etimología
El término proviene de la técnica realizada por el lexicógrafo, que a su vez proviene del griego leksikográphos, compuesto por leksikós (λεξικόν) que significa colección de palabras o vocablos de una lengua, y gráphein (γραφειν), escribir. Por lo que corresponde a la técnica de coleccionar palabras que deben entrar en un léxico, o simplemente quien escribe diccionarios.
El mismo término alude también al estudio del origen y la raíz de las palabras, y de cómo constituyen familias dependiendo del idioma del que provengan.

## Objetivos
La lexicografía es una muy antigua disciplina que busca una sistemática colección y explicación de todas las palabras (o más estrictamente, unidades léxicas) de una lengua, pero generalmente en amplitud más que en profundidad, cosa que hace su disciplina hermana la lexicología. Entre estas unidades léxicas no solo se incluyen palabras individuales sino que también modismos, palabras compuestas e incluso morfemas dependientes.
La disciplina lexicográfica no se circunscribe exclusivamente a "compilar diccionarios" sino que también abarca todo un conjunto de análisis de índole teórica en lo que se conoce normalmente como lexicografía teórica o metalexicografía. Esta disciplina teórica repasa tanto los orígenes de la elaboración de diccionarios, como aspectos relacionados con su estructura formal, la tipología, los métodos de compilación, o los vínculos existentes entre esta y otras disciplinas ya sean lingüísticas o no.

## De arte a ciencia aplicada
La lexicografía es muy anterior a la lingüística. 
En un principio y hasta la segunda mitad del siglo XX, la lexicografía es entendida como la técnica o el arte de hacer diccionarios.  Se  caracteriza  por  su finalidad  normativa,  que  busca  fijar  la lengua en su etapa de esplendor. Origina diccionarios selectivos que, o  recogen  sólo  el  léxico  perteneciente  a  la  norma  culta  escrita  [...], o recogen léxico estigmatizado para su corrección [...]. El tipo de definición empleado es eminentemente enciclopédico, de base lógico-objetiva. 
A partir de las últimas décadas del siglo XX, la lingüística, surgida a principios del mismo siglo, comienza a interesarse por la lexicografía. La vinculación de la lexicografía con la lingüística le da carácter de lingüística aplicada.  
La  lexicografía  inicia  de  este  modo  una  nueva  etapa,  que  encuentra sustento en el saber científico de la lingüística. Origina diccionarios  descriptivos,  que  no  emiten  juicios  de  valor  sino  de  existencia respecto al léxico de una lengua, procurando abarcar su diversidad  diatópica,  diacrónica,  diastrática  y  diafásica,  sin  restricciones puristas de ningún tipo. Las definiciones empleadas en esta etapa son eminentemente lingüísticas, es decir, se sustentan en semas. 
Las consideraciones modernas, si bien no plenamente aceptadas por los lingüistas y los lexicógrafos, sitúan a la lexicografía como una subdisciplina independiente, dentro de la lingüística, pero con independencia tanto de la lexicología como de la lingüística aplicada. La base de esta nueva perspectiva se fundamenta en que la lexicografía posee un objeto de estudio propio (el diccionario), posee una dimensión práctica (lexicografía práctica o, simplemente, lexicografía) y una teórica (lexicografía teórica o metalexicografía). Además de investigaciones, existen revistas y congresos especializados y específicos centrados en la lexicografía.

## Clases de diccionarios
Un diccionario es, según el de la Real Academia Española, "un repertorio en forma de libro o en soporte electrónico en el que se recogen, según un orden determinado, las palabras o expresiones de una o más lenguas, o de una materia concreta, acompañadas de su definición, equivalencia o explicación".
Según José Martínez de Sousa, pueden clasificarse según los criterios de soporte (en formato papel o en formato digital), de número de lenguas (monolingües —a cada entrada va asociada una definición— o plurilingües, y dentro de estos bilingües (por ejemplo, un diccionario español-inglés) o multilingües); de ordenación de entradas (orden alfabético u ordenación semasiológica o bien orden sistemático, según temas) y de criterio de la presentación o campo (terminológicos -con la terminología de un determinado campo-, diccionarios enciclopédicos -con información amplia de cada entrada-, diccionarios visuales -con fotografías o ilustraciones que acompañan las entradas- y glosarios).
Para Günther Haensch, los diccionarios de carácter general se dividen en cuatro tipos:
- Diccionario definitorio. Que ofrece definiciones acerca de cada entrada y un mínimo esencial de información lingüística
- Diccionario de uso (incluye, además, sinónimos, antónimos, regímenes proposicionales o ejemplos).
- Diccionario didáctico (diccionarios escolares y destinados a hablantes no nativos).

Otro criterio de distinción de diccionarios redunda en su carácter normativo (de palabras correctas) o descriptivo (sin valoraciones: incluye barbarismos, extranjerismos o vulgarismos), y en su carácter sincrónico (que refleja la lengua de un tiempo concreto) o diacrónico (que refleja una evolución del significado y forma de las palabras a lo largo del tiempo); sincrónicos son también los diccionarios de arcaísmos, los de neologismos o los diccionarios de voces de uso actual; diacrónicos los diccionarios etimológicos o los históricos.
Si bien los diccionarios más conocidos tienen definiciones, existen también diccionario no definitorios. Entre ellos se encuentran los diccionarios de frecuencias.

## Artículo lexicográfico
El artículo lexicográfico es lo que comúnmente se conoce como entrada, es decir, el bloque formado por la palabra y la información sobre la misma. El conjunto de palabras recogidas en un diccionario conforma la macroestructura, mientras que las informaciones recogidas sobre cada palabra, esto es, las distintas acepciones, conforman la microestructura. Cada entrada se divide mínimamente de la siguiente manera:
- Lema: la palabra que se va a definir, por lo general, en negrita.
- Información etimológica (no aparece en todos los diccionarios).
- Morfología lingüística o estructura interna de la palabra.
- Rango gramatical o clase de palabra.
- Acepciones: cada una de las diferentes definiciones que se aportan en caso de que la palabra sea monosémica, (es decir, polisémica o numeradas). Si es monosémica, solo tiene una acepción.[10]